# Ahmed Hamdi Pascià
Ahmed Hamdi Pascià (1826 – 1885) è stato un politico ottomano, nonché un monarchico, amministratore e statista conservatore durante la Prima era costituzionale.

## Biografia
Fu sanjak-bey (governatore) del sangiaccato di Smirne dal 1873 al 1874. Dal 1875 all'8 maggio 1876, e dal 1880 al 1885, fu beilerbei di Damasco, in Siria. Nel 1876 fu anche governatore di Scutari, in Albania, per un breve periodo.
Servì brevemente come Gran Visir dell'Impero Ottomano dall'11 gennaio 1878 al 4 febbraio 1878 durante la guerra russo-turca (1877-1878).
Il sultano Abdul Hamid II lo destituì su pressione dei Giovani Turchi durante la Prima era costituzionale.
È sepolto a Beirut, Libano, nel cimitero di Bachoura.